# Сьвісьліна (Свентокшиське воєводство)
Сьвісьліна (пол. Świślina) — село в Польщі, у гміні Павлув Стараховицького повіту Свентокшиського воєводства.
Населення — 294 особи (2011).
У 1975-1998 роках село належало до Келецького воєводства.

## Демографія
Демографічна структура на день 31 березня 2011 року:
|          | Загалом | Допрацездатний вік | Працездатний вік | Постпрацездатний вік |
| -------- | ------- | ------------------ | ---------------- | -------------------- |
| Чоловіки | 162     | 29                 | 111              | 22                   |
| Жінки    | 132     | 29                 | 66               | 37                   |
| Разом    | 294     | 58                 | 177              | 59                   |